# Nilo Carretero
Sebastián Nilo Carretero (Trenque Lauquen, Provincia de Buenos Aires, Argentina, 27 de febrero de 1986) es un exfutbolista argentino. Jugaba como delantero y su último club fue Sarmiento de Junín.
Decidió dejar el fútbol a los 27 años debido a una fractura en el quinto metatarsiano de la que no pudo recuperarse.a partir de ese momento comenzó su carrera como entrenador pasando en 2 oportunidades por la sexta división de afa del club Sarmiento de Junin, un breve paso por la coordinación de Rosario Central y una última experiencia como ayudante de campo de Gabriel Schurrer en la primera división del fútbol argentino.

## Clubes

### Como jugador
| Club                        | País      | Año       |
| --------------------------- | --------- | --------- |
| Barrio Alegre               | Argentina | 2005-2006 |
| Sarmiento de Junín          | Argentina | 2006-2007 |
| Banfield                    | Argentina | 2007-2008 |
| Quilmes                     | Argentina | 2009      |
| Aldosivi de Mar del Plata   | Argentina | 2009      |
| Tiro Federal                | Argentina | 2010      |
| Gimnasia y Esgrima de Jujuy | Argentina | 2010-2011 |
| Deportivo Quito             | Ecuador   | 2011      |
| Unión La Calera             | Chile     | 2012      |
| Sarmiento de Junín          | Argentina | 2012-2013 |

### Como entrenador alterno
| Club                 | País      | Año       | Entrenador Titular |
| -------------------- | --------- | --------- | ------------------ |
| Sarmiento de Junín   | Argentina | 2016      | Gabriel Schürrer   |
| Rosario Central      | Argentina | 2019-2020 | Diego Cocca        |
| Magallanes           | Chile     | 2021-2023 | Nicolás Núñez      |
| Universidad Católica | Chile     | 2023-2024 | Nicolás Núñez      |
| Universidad de Chile | Chile     | 2024-Act. | Gustavo Álvarez    |

## Palmarés
| Título             | Club            | País    | Año  |
| ------------------ | --------------- | ------- | ---- |
| Serie A de Ecuador | Deportivo Quito | Ecuador | 2011 |